# Heimo Bachstein
Heimo C. Bachstein (* 7. Juni 1937 in Trautenau, heute Trutnov (Tschechien); † 13. Mai 2011 in Marktheidenfeld) war ein deutscher Cineast, Filmkritiker und Sammler, der auch als Produzent, Schauspieler und Regisseur von Experimentalfilmen in Erscheinung trat.

## Leben und Wirken
Zu den Schwerpunkten seiner Forschungs- und Sammlungstätigkeit gehörten Sergej M. Eisenstein und der sowjetische Film der 1930er und 1940er Jahre sowie die amerikanische Avantgarde um Andy Warhol.
Als Mitglied der FIPRESCI gehörte er vielen Festivaljurys an, etwa beim Filmfestival Mannheim-Heidelberg (1974–1987) oder beim 11. Stuttgarter Filmwinter (1998). In Christoph Schlingensiefs Film United Trash übernahm er die Rolle des Horst Klipp.
Die Stadt Marktheidenfeld, wo Bachstein lebte, verlieh ihm im Jahr 2000 ihre Verdienstmedaille.
2002 überantwortete er einen Teil seines umfangreichen Archivs, das neben zahlreichen filmwissenschaftlichen Publikationen auch Filmmanuskripte und Projektionsapparate umfasst, dem Institut für Theater-, Film- und Medienwissenschaft der Goethe-Universität Frankfurt am Main.
2010 ist ein weiterer substanzieller Teil der Sammlung Bachstein als Schenkung an die Universitätsbibliothek der Bauhaus-Universität Weimar gekommen. Der Bestand dort umfasst mehr als 1.000 Bücher und 150 Zeitschriftentitel mit über 3.500 Einzelheften sowie ca. 65 Regalmeter Fotografien, Filmplakate, Korrespondenzen, Festivalkataloge, Drehbücher und andere Materialien. Auch 16-mm-Kopien von Bachsteins Filmen PING PONG (1972) und OH...LYMPIA (1973) sind Teil des Bestands.
Im Sommer 2015 fand an der Fakultät Medien der Bauhaus-Universität ein Seminar zur Sammlung Heimo Bachsteins statt. Aus der Auseinandersetzung mit der Schenkung ist eine Ausstellung hervorgegangen, die studentische Arbeit ist in einem öffentlichen Weblog umfassend dokumentiert.

## Filmografie
- 1971: Alles ist hübsch – Andy Warhol (Kurzfilm; Drehbuch, Kamera, Regie)
- 1972: Ping Pong (Kurzfilm; Drehbuch, Kamera, Regie)
- 1973: Oh...lympia (Kurzfilm; Drehbuch, Kamera, Regie)
- 1995: Herrscher der Arktis (Darsteller)
- 1996: United Trash (Darsteller)
- 2004: Heimo Bachstein – Ein Leben für den Film[12]

## Publikationen (Auswahl)
- (mit Burckhardt Heer) Tendenzen im Trickfilm: eine Dokumentation. Aachen: Arbeitsgemeinschaft für Jugendfilmarbeit und Medienerziehung 1974
- (Hrsg.) Der Film Italiens. I. Vom Neorealismus bis heute; II. Retrospektive Pier Paolo Pasolini zur XXXII. Internationalen Filmwoche Mannheim. Internationale Filmwoche Mannheim 1983
- Das Ende der Legende? in: Schnitt Nr. 9 (1998); Thema: Sergej M. Eisenstein
- Zypresse und Mimose zugleich (Memento vom 13. September 2007 im Internet Archive). Geblümte Tapeten und getürmte Dauerwellen: Der französische Filmemacher Jacques Demy im Porträt. In: filmforum Nr. 28 (Juni/Juli 2001)
- Pantenburg, Volker; Richter, Katrin (Hrsg.): Kino-Enthusiasmus: die Schenkung Heimo Bachstein. Weimar: Lucia Verlag, 2016, ISBN 978-3-945301-33-3